# Castelvetri
I Castelvetri sono una famiglia tra le più antiche ed illustri di Modena, che ebbe sin dal XIV secolo un ruolo nel governo della città, e diede i natali a numerosi letterati ed uomini d'arme.

## Storia
Le prime notizie della famiglia Castelvetri (o Castelvetro) risalgono alla metà del XIII secolo.
Nel codice Respublica Mutinensis conservato presso l'Archivio di Stato di Modena, veniva citata, tra le Casate della Città, sotto il titolo "Atila", e si menzionavano Jacopo e Bartolomeo figli di Giacomo Castelvetri, fra coloro che nel 1306 scacciarono Azzo VIII d'Este dalla città per restaurare l'antico Comune.
La genealogia documentata si ha da Comino, vivente alla fine del XIV secolo, padre di Giovanni morto nel 1443.
I Castelvetri avevano fondato la loro fortuna sull'arte della lana, divenendo in seguito banchieri. Giacomo Castelvetro, banchiere nel XV secolo, veniva citato nelle Cronache del Lancellotti come "lo più richo (...) cittadino de Modena".
A partire dal 1463 ininterrotta fu la presenza dei Castelvetri nel Consiglio dei Conservatori (Sapientes) di Modena, di cui più volte furono Priori.
Per il numero di letterati che espresse nel periodo rinascimentale, la famiglia fu considerata, in quest’ambito, tra le principali d’Italia, se non la principale.
Tra tutti si ricorda Ludovico Castelvetro (Modena 1505 - Chiavenna 1571), filosofo e filologo di chiara fama. Fu Accademico degli Intronati di Siena, ed in quest’ambito considerato autore - per l’ambientazione modenese ed i nomi dei personaggi, ricorrenti nella genealogia dei Castelvetri - della commedia Gl'ingannati, che fu di ispirazione a William Shakespeare per La dodicesima notte. Il Castelvetro morì a Chiavenna, in esilio per le sue tesi considerate eretiche, nel palazzo oggi Pestalozzi Castelvetro.
I Castelvetri si imparentarono, tra le altre, con le famiglie: della Porta, Rangoni (Rangoni Machiavelli), Molza, Suardi, Tassoni (Tassoni Estense), Carandini, Malaguzzi e Riminaldi.
Nel 1692 Ercole Castelvetri ebbe il titolo di Conte dal Duca di Mantova e nel 1696 quello di Marchese dal Duca di Modena Rinaldo d'Este.
All'estinzione della famiglia lo stesso Rinaldo d'Este volle che il figlio nato dalle nozze di Anna Castelvetri, ultima del nome, con Flaminio Cantuti: Francesco (Gianfrancesco) - che era stato designato dallo zio Bernardo Castelvetri come suo erede - assumesse il cognome materno, dando così origine alla famiglia Cantuti Castelvetri.

## Personaggi illustri
- Geminiano (1487), Abate
- Ludovico (1505-1571), letterato e filologo di chiara fama
- Giovanni, nel 1515 Ambasciatore di Modena presso il Papa Leone X
- Giovanni Maria (1522-1575), letterato
- Giovanni, Cavaliere Aurato e Conte Palatino, Podestà di Trento durante il Concilio
- Uguccione, Podestà di Ferrara; con la sua compagnia combatté con l’esercito senese nella guerra contro Firenze
- Giacomo (1546-1616), letterato, precettore del re Giacomo I d'Inghilterra
- Simone (1594), Archiatra di SS. Papa Gregorio XIV
- Germanico (1599), Cavaliere dell’Ordine dei Santi Maurizio e Lazzaro; al comando di milizie del Duca Maurizio di Savoia, poi Capitano della Cavalleria del Duca d’Este
- Gian Maria (1710), Vescovo di Reggio Emilia (1750-1785)

## Possedimenti
- Palazzo Castelvetri, in Rua Muro a Modena
- Palazzo Castelvetri, in Piazza Matteotti a Modena
- Palazzo Castelvetro (Giusti), San Prospero Staggia
- Castello i Torrioni, San Pietro in Elda
- La Verdeta, San Prospero